# 普里維特涅 (佐洛托諾沙區)
49°48′18″N 32°9′52″E / 49.80500°N 32.16444°E
普里維特內（烏克蘭語：Привітне）是位於烏克蘭中部的村莊，由切爾卡瑟州佐洛托諾沙區的沃茲內森斯凱市鎮負責管轄。該村始建於1923年，面積14.1平方公里，海拔高度119米，2001年人口594，人口密度每平方公里42.1人。